# Fragments of Death
Albums de Graveworm
Ascending Hate
(2015)
Fragments of Death est le huitième album studio du groupe de black metal symphonique Graveworm. L'album est sorti le 21 octobre 2011 via le label Nuclear Blast.

## Liste des titres
1. Insomnia - 4:55
2. Only Death in Our Wake - 4:00
3. Absence of Faith - 3:55
4. Living Nightmare - 4:13
5. The World Will Die In Flames - 4:34
6. Anxiety - 4:33
7. See No Future - 5:02
8. The Prophecy (instrumental) - 3:21
9. Rememberence - 3:24
10. Old Forgotten Song - 4:41
11. When Angels Do Not Fly - 3:52
12. Awake (Bonus Track - réenregistrement) - 6:11